# Tuborg
Tuborg — датская пивоваренная компания, основанная в 1873 году Карлом Фредериком Тьетгеном. С 1970 года принадлежит компании Carlsberg. Туборг является ведущим международным брендом, представленным более чем в 100 странах мира.

## История

### Развитие компании
История этого пива началась ещё в 1873 году, когда Карлом Фредериком Тьетгеном был построен первый пивоваренный завод в Копенгагене. На нём был сварен пильзнер, который получил название Tuborg, от названия места, где варили это пиво — Thuesborg. Пиво получило успех на рынке Дании не только из-за вкусовых качеств, но и из-за того, что пиво разливали в бутылки, чего раньше в этой стране никогда не делали. В 1880 году начался выпуск сорта «Tuborg Green».
В 1895 году появился другой известный сорт — «Tuborg Gold».
В 1894 году Туборг способствовал объединению 11 копенгагенских пивоварен в одну компанию «The United Breweries». The United Breweries стала основным конкурентом ведущей пивоваренной компании в Дании «Карлсберг».
В 1903 году Tuborg подписал соглашение с Carlsberg о разделении доходов и поставок — компании поделили рынок пополам.
В 1970 году произошло поглощение датских пивоваренных заводов Carlsberg и Tuborg в «Carlsberg A/S».
В 1981 году Tuborg начал варить своё пиво в Венгрии.
Baltic Beverages Holding (ВВН) создан в 1991 году компаниями «Hartwall» (Финляндия), «Pripps» (Швеция), «Ringnes» (Норвегия) (промышленная группа «Оrкlа»). Baltic Beverages Holding создан специально для инвестирования в пивную отрасль в странах бывшего Советского Союза.
В 2000 году компания Carlsberg купила акций пивоваренных компаний группы Оrкlа. Компании объединили свои интересы, создав компанию Carlsberg Breweries (60 % акций принадлежали Carlsberg и 40 % — Оrкlа).
В 2002 году компания Hartwall продала свою часть акций ВВН британской компании Scottish & Newcastle (S&N). В 2004 года компания Carlsberg выкупила 40 % акций холдинга Carlsberg Breweries у Оrklа. Нынешними владельцами ВВН являются компании Carlsberg Breweries и Scottish & Newcastle, каждой из которых принадлежит по 50 % акций холдинга.
Сегодня Туборг по лицензии производят в 25 странах Европы, Азии и Африки.

### Развитие в советском и постсоветском пространстве
Поставки пива Туборг в СССР началась в конце 60-х годов XX века. В 70—80-х годах Tuborg распространялся через сеть валютных магазинов Берёзка.
Tuborg стал первым западным лицензионным брендом, производство которого было начато в России. Baltic Beverages Holding владеет производством пива Туборг на территории бывшего СССР.
В 2000 году было начато производство Tuborg по лицензии на пивоваренном заводе «Вена» в Санкт-Петербурге. 66 % акций этого завода принадлежит Sinebrychoff Ab, дочернему предприятию Carlsberg. C 2004 года на заводе «Вена» выпускают и разливное пиво Tuborg в кегах.
В 2001 году началось производство пива Туборг на Украине на заводе «Славутич».

## Виды Туборга
Торговая марка Tuborg представлена такими сортами пива:
- Tuborg Green (алкоголь не менее 4,6 % об.),
- Tuborg Gold (алкоголь не менее 5,0 % об.),
- Tuborg Lemon (алкоголь не менее 4,5 % об.) светлое пиво с цитрусовым вкусом лимона-лайма,
- Tuborg Black (алкоголь не менее 4,8 % об.) тёмное пиво с гуараной,
- Tuborg Christmas Brew (алкоголь не менее 5,6 % об.).

## Известные акции

### Дуэль между Lemon и Black
Компания BHH в 2008 году запустила производство двух новых суббрендовых продуктов: «Tuborg Lemon» и «Tuborg Black». Особенностью стала нестандартная коммуникационная стратегия, в основе которой было соревнование между двумя продуктами. С июня по октябрь 2008 года Tuborg Lemon и Tuborg Black боролись друг с другом за голоса потребителей. В голосовании с помощью СМС приняли участие более 65 000 человек. Как показали результаты голосования, чуть больше голосов было отдано за Tuborg Black, однако продажи отражают больший спрос потребителей на Tuborg Lemon.

### Tuborg и музыка
Tuborg Green активно поддерживает разнообразные музыкальные события. Tuborg является официальным спонсором крупнейшего фестиваля Roskilde в Копенгагене; поддерживает знаменитые Download Festival, Glastonbury Festival и фестиваль Escape into the Park. В России с 2004 года Tuborg Green участвует в проведении таких мероприятий как MAXIDROM, Russian Music Awards.

### Tuborg Greenfest
Компания Tuborg ежегодно проводит всемирно известный музыкальный фестиваль GreenFest, с которым связаны такие имена мировой музыкальной культуры, как Metallica, Linkin Park, Garbage, Foo Fighters, Lenny Kravitz, Pink, Jamiroquai, Mattafix, Rasmus, Placebo, Faithless, Red Hot Chili Peppers, Panic! At The Disco и многие другие.

### Новогоднее пиво
Пиво «Tuborg Christmas Brew» появляется только раз в год, специально к зимним праздникам, и попробовать его можно с середины ноября до конца января.
Рождественский сорт был создан датским концерном Carlsberg в 1980 году. В России начали варить Tuborg Christmas Brew в 2002 году.
Пиво отличается повышенным содержанием алкоголя и более сильным вкусом, что делает его пригодным для вечеринок и всяких праздничных мероприятий.